# Basílica dos Santos Celso e Juliano
Santi Celso e Giuliano ou Basílica dos Santos Celso e Juliano é uma basílica menor em Roma, um status consolidado desde os tempos antigos. Está localizada na Vicolo del Curato, perto da esquina com a Via del Banco di Santo Spirito, no rione Ponte.

## História
A primeira igreja no local foi fundada no século IX. No século XVI, foi completamente reconstruída por ordem do papa Júlio II (r. 1503–1513), que contratou Bramante para realizar o projeto (1509), que jamais foi completamente executado. Sob o papa Clemente XII (r. 1730–1740), o arquiteto Carlo de Dominicis criou a igreja atual, de planta oval, completada em 1735 (incluindo a fachada). A peça-de-altar no altar-mor é "Cristo em Majestade", de Pompeo Batoni.

## Galeria

Imagens da igreja
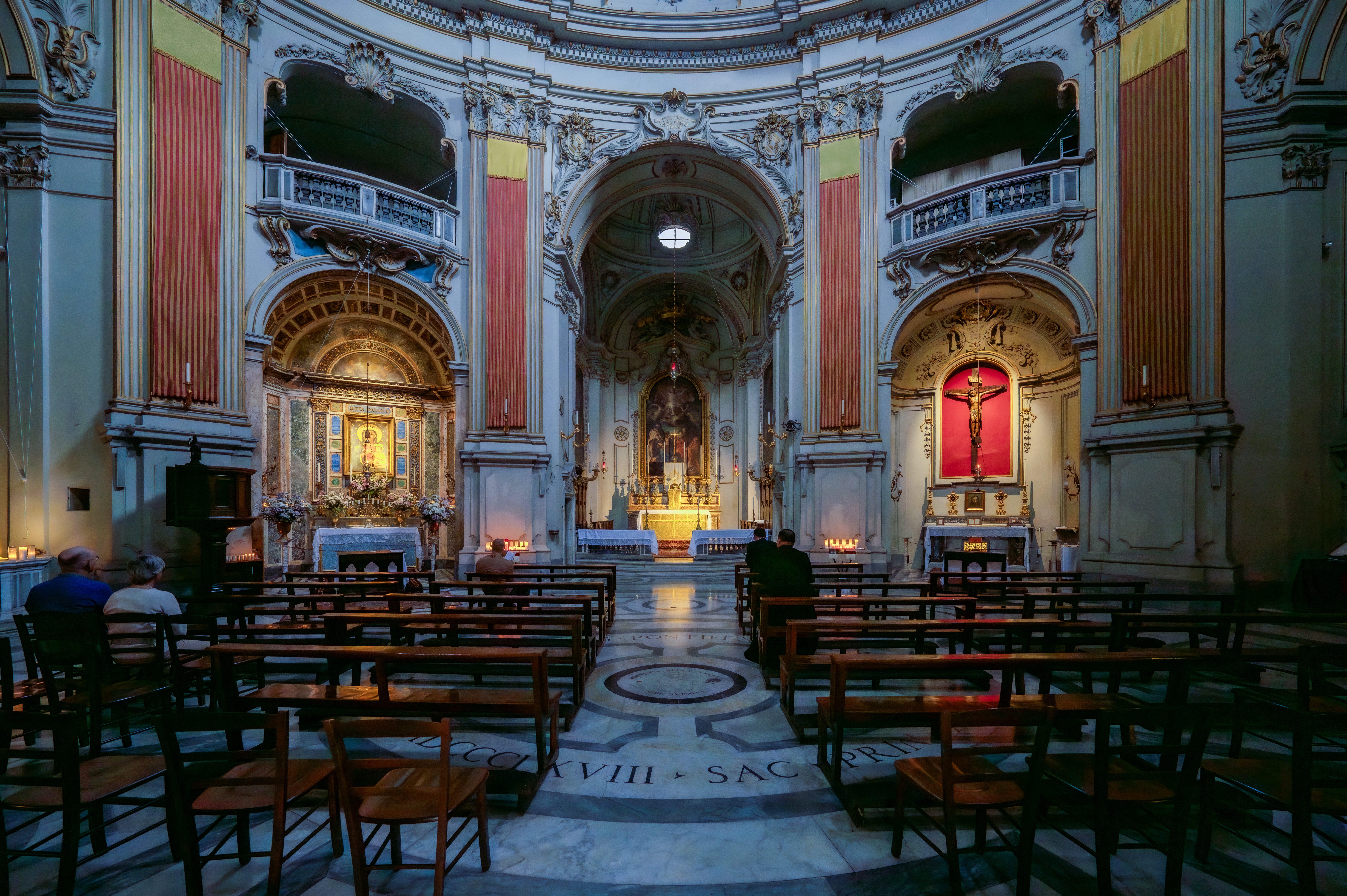
Internal.
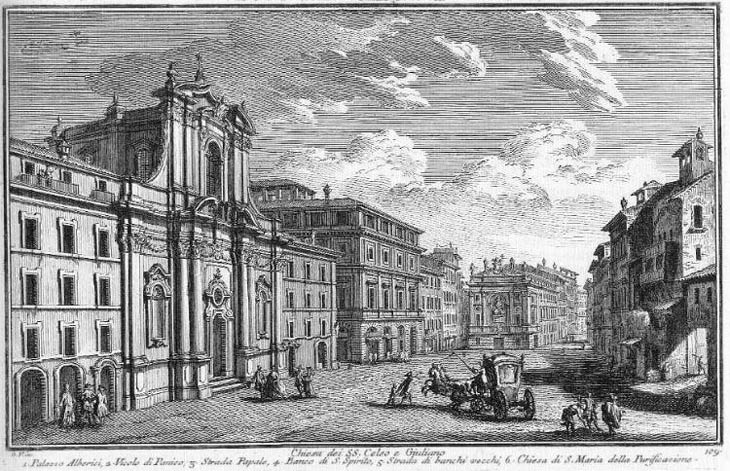
Gravura de Giuseppe Vasi em 1756. Ao lado, depois de uma viela, o Palazzo Alberini. No fundo, o Palazzo della Zecca vecchia.